# Nadia Bellakhdar
Nadia Bellakhdar, née le 16 avril 1991 à Suresnes, est une handballeuse internationale algérienne évoluant au poste de demi-centre à Noisy-le-Grand handball,.

## Biographie

### Carrière en club
Formée à l'Issy-les-Moulineaux Handball, Nadia Bellakhdar a ensuite évolué au Noisy-le-Grand handball (de 2010 à 2011 et de 2013 à 2017) ainsi qu'au Chambray Touraine Handball (de 2009 à 2010, de 2011 à 2013 et depuis 2017).
Après 10 ans d'alternance entre les équipes de Chambray Touraine et de Noisy-le-Grand, Nadia Bellakhdar rejoint en avril 2019, le club francilien Stella Sports Saint-Maur Handball évoluant en Division 2,.

### Carrière en sélection
Elle dispute avec l'équipe nationale d'Algérie le championnat du monde 2013 (22e), le championnat d'Afrique 2014, (4e) et le championnat d'Afrique 2022 (10e).

## Palmarès

### En club
Noisy-le-Grand
- Championne de France de Division 2 en 2010-2011

### Distinctions individuelles
- Nommée à l'élection de la meilleure joueuse de Championnat de France de Division 2 2016-2017[12].